# Adhemarius connexa
Adhemarius connexa är en fjärilsart som beskrevs av Adolf G. Closs 1915. Adhemarius connexa ingår i släktet Adhemarius och familjen svärmare. Inga underarter finns listade i Catalogue of Life.